# Sátoraljaújhely
Sátoraljaújhely (slovaško Nové Mesto pod Šiatrom) je mesto na Madžarskem, ki upravno spada pod podregijo Sátoraljaújhelyi Županije Borsod-Abaúj-Zemplén.